# Aciagrion olympicum
Aciagrion olympicum е вид водно конче от семейство Coenagrionidae. Видът е незастрашен от изчезване.

## Разпространение
Разпространен е в Бутан, Индия (Аруначал Прадеш, Дарджилинг, Западна Бенгалия и Сиким) и Непал.